# Mappa (judaïsme)
Pour les articles homonymes, voir Mappa.

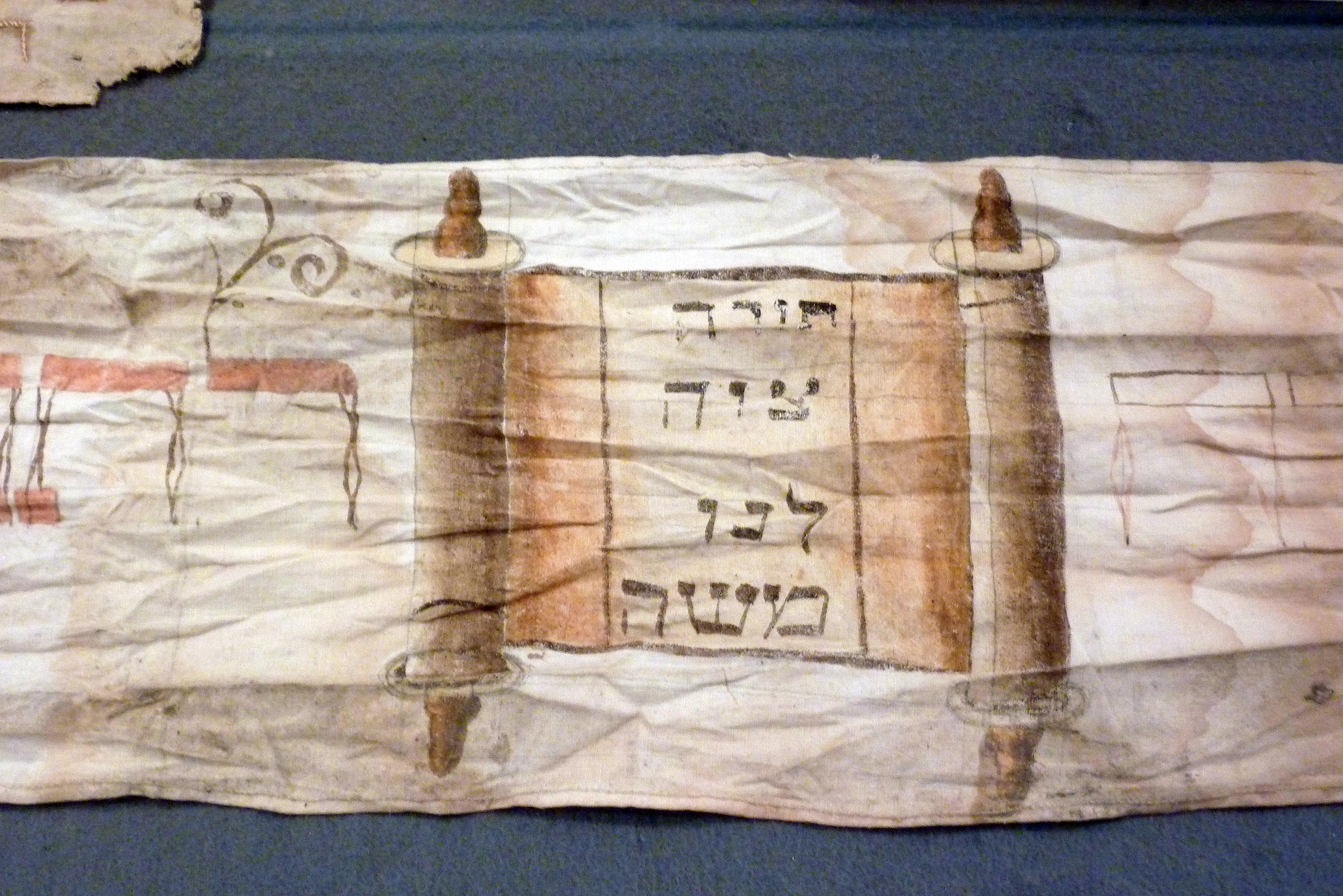
Mappa de la genizah de Niederzissen (1888).

La mappa (pl. mappot) est une bande de tissu utilisée pour attacher et maintenir fermé le rouleau de Torah. Elle est la plupart du temps confectionnée après la circoncision (Brit Milah) d'un enfant juif dans les communautés ashkénazes . Cette tradition est attestée dans plusieurs régions d'Allemagne, en Alsace et en Europe centrale.

## Historique
Dans les familles juives de la vallée du Rhin se pratique une coutume particulière : l’enfant apporte sa mappa à la synagogue lorsqu’il est âgé de trois ans et l’enroule, avec l'aide de son père et de l'officiant autour du rouleau de la Torah.
L' origine de cette pratique reste inconnue, elle est néanmoins attestée depuis le 16e siècle. Elle s’est répandue de l’Allemagne du sud-ouest jusqu’en Suisse, mais aussi vers la Lorraine et la Bohême, et se pratique encore aujourd’hui.

## Confection de la mappa

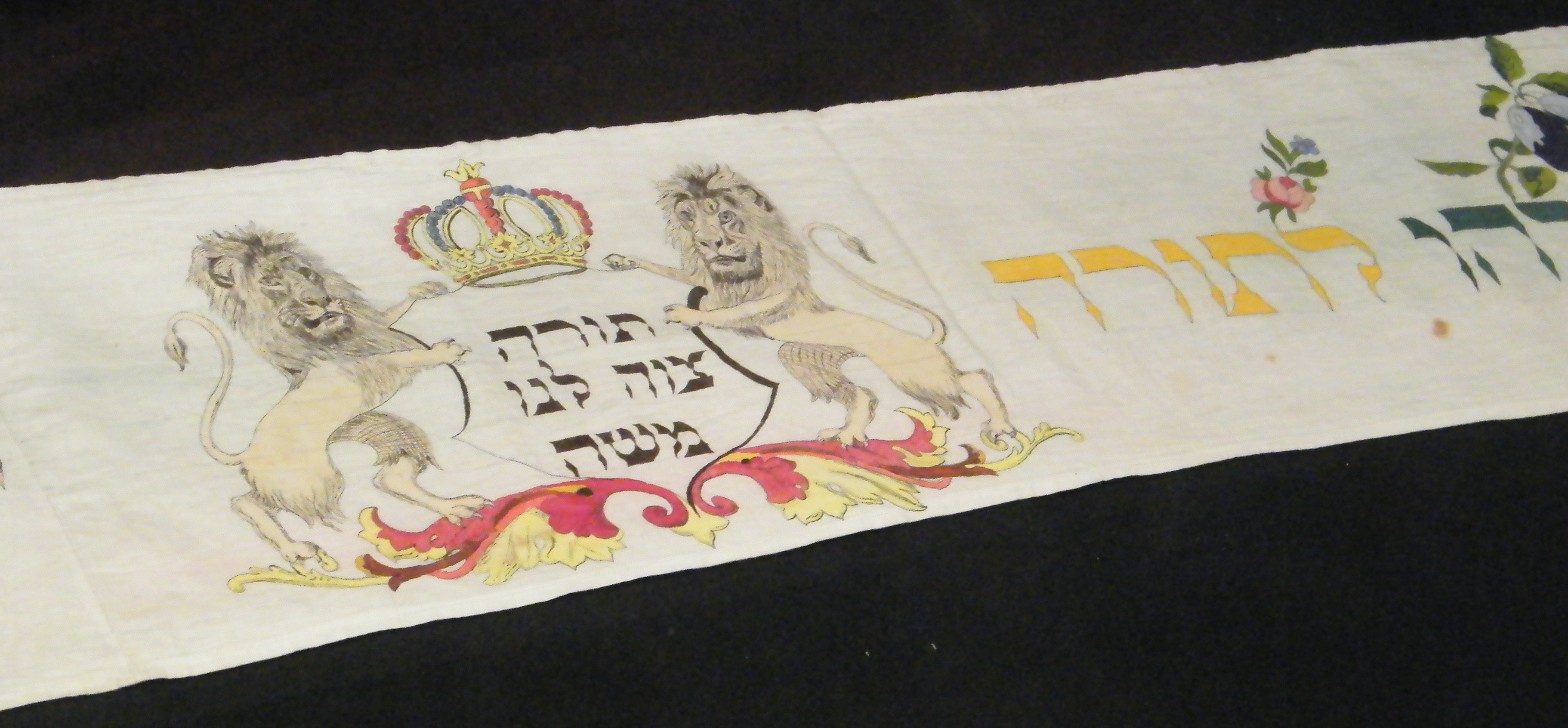
Mappa de 1899, Bâle ?, Musée juif (New York).

Le lange sur lequel le nouveau-né était placé lors de la circoncision est lavé, puis coupé horizontalement en quatre morceaux qui, cousus bout à bout, forment une longue bande de tissu de lin ou de coton, la mappa, aussi appelée en Allemagne Torawimpel (« lange de Torah »), dont les dimensions peuvent atteindre 25 cm en hauteur et 3,50 m en longueur – les plus hautes et les plus longues étant les plus récentes.
Ce tissu est composé d’une toile de lin, puis de coton à partir du 19e siècle. Les mappot les plus anciennes sont brodées, les plus récentes peintes, cette dernière technique apparaissant à la fin du 18e siècle et devenant prépondérante après 1830. La mappa est ornée de caractères hébraïques et de représentations d’objets, souvent aussi de motifs graphiques ou figurés. Lettres et ornements sont tracés à l’encre brune ou noire par un scribe ou un autre érudit, ceci pour éviter toute erreur dans le texte sacré, comme le montrent des mappot préparées, mais restées inachevées.

## Le texte
Sont ainsi inscrits le nom de l’enfant, celui de son père et sa date de naissance. Cette indication d’identité est complétée par des vœux que l’on trouve déjà formulés sur la mappa de 1614, la plus ancienne conservée à ce jour en Alsace. Ils sont immuables, car ils énoncent les règles essentielles qui doivent guider l’existence d’un juif : « qu’il grandisse pour l’étude de la Tora, pour le mariage et pour les bonnes œuvres ».
L’usage veut que le petit garçon, accompagné de son père, porte sa mappa à la synagogue de son village ou de sa ville le samedi suivant son troisième anniversaire. On l’aide alors à enrouler le tissu du bas vers le haut autour de l’un des rouleaux de Torah entreposés dans l’Arche sainte.

## L’ornement de la mappa
Les plus anciennes mappot sont brodées, généralement par des femmes de la famille, parfois de façon sommaire. Cependant, certaines d’entre elles sont richement ornées, portant des fils de soie de couleur, les teintes préférées étant le beige, le vert pâle et le bleu clair, et surtout le jaune, dont la couleur se rapprochait de celle du fil d’or. Il arrive que des fils d’argent soient utilisés pour la broderie, pour honorer le fils d’une famille réputée et généralement aisée, telle celle de Nephtali Hirsch.
Des motifs illustrent parfois les éléments du texte : les rouleaux de la Tora représentent l’étude du texte sacré, un dais (houppa) évoque le mariage. Sur quelques-unes de ces bandes, la créativité du scribe et dessinateur a transformé certaines parties des caractères hébraïques en oiseaux, poissons, fleurs et même parfois en personnages. Ici ou là est ajouté un huit couché, symbole de longévité ou des motifs floraux à caractère décoratif.
Parfois, la phrase « il est né sous une bonne étoile » suit la date de naissance ; elle est alors accompagnée du symbole du signe du zodiaque concerné, plus ou moins facilement identifiable. De nature profane, l’attention aux signes du zodiaque est cependant attestée dans l’art juif depuis l’Antiquité.
Au début du 19e siècle apparaissent les mappot peintes et la réalisation de ces tissus religieux devient petit à petit l’affaire de spécialistes, qui sont à la fois érudits et imagiers-peintres et qui signent parfois leur œuvre comme Joseph Schillio de Wissembourg ou apposent leur tampon sur le tissu, tel A. Kirschenbaum de Metz.

## Mappot d'Alsace

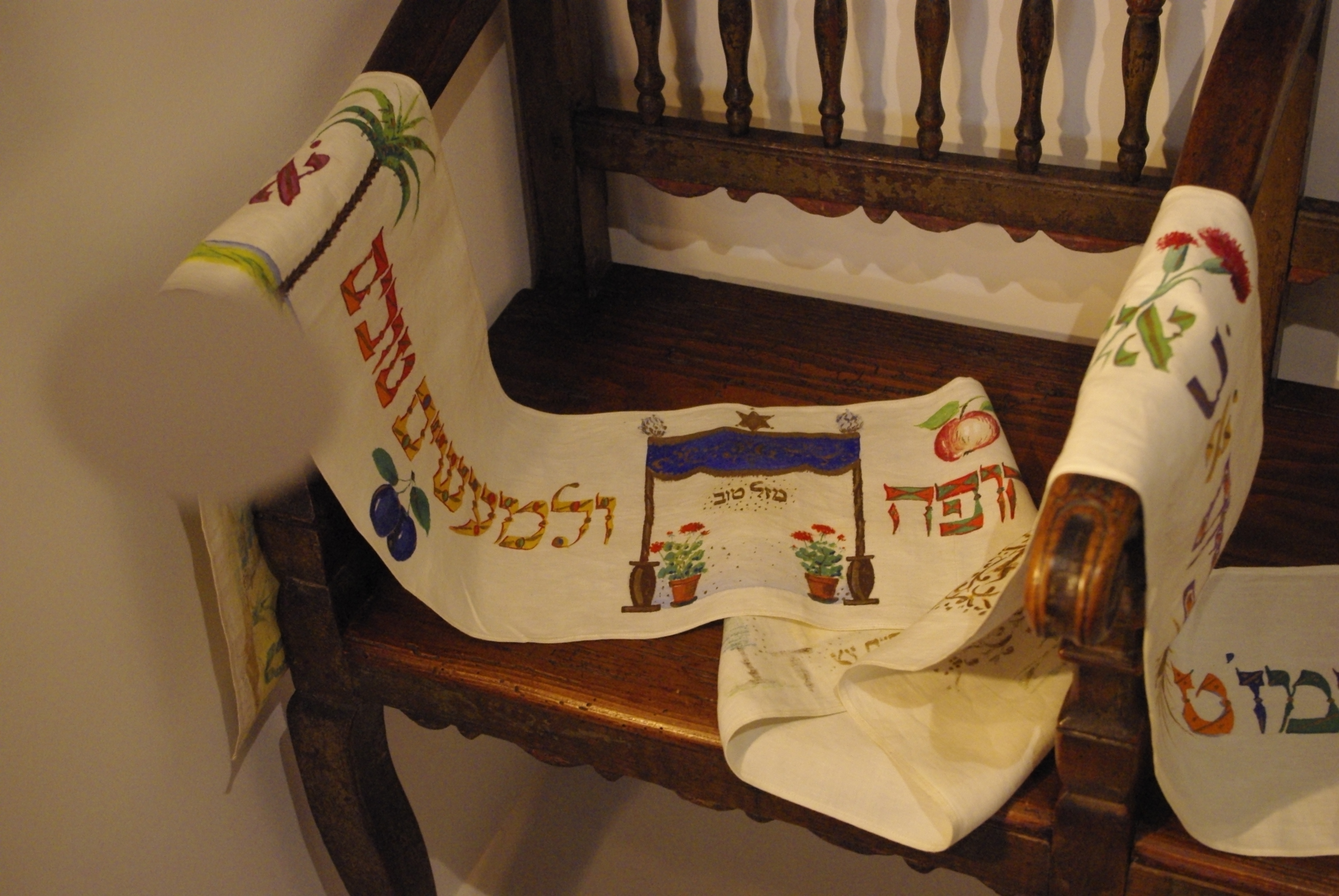
Mappah - musée alsacien de Strasbourg (Alsace - XXe siècle)

La particularité des mappot d’Alsace est l’apparition, à partir de 1830, de décors patriotiques, que ce soient des lettres coloriées de bleu, de blanc et de rouge, des drapeaux français ou encore des scènes de combat entre soldats prussiens et français. Ces marques de l’attachement des juifs d’Alsace à la France deviennent plus fréquentes à partir de 1871, date de l’annexion de l’Alsace et de la Moselle à l’Empire allemand.
La coutume de la mappa connaît un certain regain depuis le milieu du 20e siècle et les décors personnalisent chaque mappa en évoquant des éléments de l’environnement culturel contemporain, la cigogne ou le géranium alsaciens, mais aussi le drapeau et le lion de l’État d’Israël, voire des jouets ou des héros de films pour enfants.
Plus de 500 mappot se trouvent dans les collections publiques d'Alsace. La moitié, provenant de la genizah de Dambach-la-Ville, est conservée dans le fonds du Musée alsacien de Strasbourg.

## Mappot de Lengnau
L'une des plus importantes collections de mappot a été trouvée dans les années 1960 dans le Surbtal (canton d'Argovie). Les 218 textiles, découverts dans la galerie des femmes de la synagogue de Lengnau, couvrent trois siècles. Le plus ancien date de 1655. En 1967, les mappot furent examinées par la Dr. Florence Guggenheim-Grünberg. Elles sont maintenant dans la collection du musée juif de Suisse.